# Cheval de l'année en Suède
Cette liste énumère les trotteurs élus cheval de l'année en Suède.

## Principe de l'élection
À la fin de chaque année civile, une liste de chevaux déclarés à l'entraînement chez des entraîneurs licenciés en Suède est établie par le club des journalistes hippiques suédois. Cette liste est soumise au vote des journalistes et du public, comptant chacun pour 50% dans le résultat du scrutin.

## Palmarès
- 1958 – Earl Bulwark
- 1959	– Locomite
- 1960	– Adept
- 1961	– Julienne
- 1962	– Julienne
- 1963	– Julienne
- 1964	– Julienne
- 1965	– Pluvier III
- 1966	– Shatter Way
- 1967	– Kentycky Fibber
- 1968	– Kentucky Fibber
- 1969	– Lyon
- 1970	– Lyon
- 1971	– Ego Boy
- 1972	– Lyon
- 1973	– Ego Boy
- 1974	– Grain
- 1975	– Opal H.
- 1976	– Wiretapper
- 1977	– Express Gaxe
- 1978	– Pershing
- 1979	– Pershing
- 1980	– Mustard
- 1981	– Dartster F.
- 1982	– Dartster F.
- 1983	– Legolas
- 1984	– The Onion
- 1985	– Meadow Road
- 1986	– Utah Bulwark
- 1987	– Callit
- 1988	– Callit
- 1989	– Mack Lobell
- 1990	– Peace Corps
- 1991	– Peace Corps
- 1992	– Ina Scot
- 1993	– Ina Scot
- 1994	– Copiad
- 1995	– Ina Scot
- 1996	– Zoogin
- 1997	– Kramer Boy
- 1998	– Viking Kronos
- 1999	– Fridhems Ambra
- 2000 – Victory Tilly
- 2001 – Scarlet Knight
- 2002 – Victory Tilly
- 2003 – Järvsöfaks
- 2004 – Järvsöfaks
- 2005 – Järvsöfaks
- 2006 – Going Kronos
- 2007 – Commander Crowe
- 2008 – Commander Crowe
- 2009 – Torvald Palema
- 2010 – Iceland
- 2011 – Brioni
- 2012 – Sebastian K.
- 2013 – Nahar
- 2014 – Maharajah
- 2015 – Delicious U.S.
- 2016 – Nuncio
- 2017 – Readly Express
- 2018 – Readly Express
- 2019 – Propulsion
- 2020 – Hail Mary